# 남면 (인제군)
남면(南面)은 대한민국 강원특별자치도 인제군의 면이다. 넓이는 243.27km2이고, 인구는 2012년 기준으로 3,995명이다. 면 소재지는 중심가인 신남리이며, 신남리에서 국도 제44호선과 국도 제46호선이 분기한다.

## 개요
남면은 인제군의 남쪽에 있다 하여 이러한 이름이 붙었으며 1960년대에는 인구가 약 12,000여명에 육박했으나 소양강 댐의 건설 이후 면의 저지대 지역이 침수되면서 절반에 가까운 인구가 줄어들었다.

## 연혁
- 1914년 : 행정구역 개편에 따라 기린면 상남리(上南里)의 일부를 편입하여 斗武(두무), 신월(新月), 관대(冠垈), 부평(富坪), 신풍(新豊), 어론(於論), 갑둔(甲屯), 김부(金富), 정자(亭子), 남전리(藍田里) 10개리로 개편 관할.
- 1945년 9월 19일 : 38선이 생김에 따라 남전(藍田), 두무(斗武), 관대리(冠垈里)는 조선민주주의인민공화국 소속에 들어가고 부평(富坪), 어론(於論), 정자(亭子), 갑둔(甲屯), 신풍(新豊), 신월(新月), 김부리(金富里) 7개 리와 인제읍의 원대리와 기린면의 북리(北里), 진동리(鎭洞里)와 함께 홍천군에 편입되어 신남면이라 하고 신풍리의 북쪽 일부를 떼어 신남리를 새로 만들어 8개 리를 관할.
- 1951년 : 수복
- 1954년 11월 17일 : 두무(斗武), 신월(新月), 부평(富坪), 신풍(新豊), 어론(於論), 정자(亭子), 김부(金富), 갑둔(甲屯), 남전(藍田), 관대(冠垈), 신남리(新南里)를 관할.
- 1973년 7월 1일 : 행정구역 개편에 따라 두무리(斗武里)가 양구군 북면으로 편입됨[1], 양구군 남면 상수내리(上水內里), 하수내리(下水內里), 춘성군 북산면 수산리(水山里) 지역이 인제군 남면으로 편입. 김부리(金富里)가 상남(上南)으로 편입되어 12개리를 관할.
- 2017년 3월 22일 : 갑둔리를 소치리로 명칭 변경. 단, 군사적 이유로 거주가 제한되는 지역은 기존 명칭인 갑둔리로 존치.[2][3]

## 행정 구역
| 법정리   | 한자명   | 행정리                             | 비고                                 |
| -------- | -------- | ---------------------------------- | ------------------------------------ |
| 소치리   | 所峙里   | 소치리                             | 2017년 3월 22일 갑둔리에서 명칭 변경 |
| 갑둔리   | 甲屯里   | 소치리                             |                                      |
| 관대리   | 冠垈里   | 관대리                             |                                      |
| 남전리   | 藍田里   | 남전1리, 남전2리                   |                                      |
| 부평리   | 富坪里   | 부평리                             |                                      |
| 상수내리 | 上水內里 | 상하수내리                         |                                      |
| 하수내리 | 下水內里 | 상하수내리                         |                                      |
| 수산리   | 水山里   | 수산리                             |                                      |
| 신남리   | 新南里   | 신남1리, 신남2리, 신남3리, 신남4리 | 면사무소 소재지                      |
| 신월리   | 新月里   | 신월리                             |                                      |
| 신풍리   | 新豊里   | 신풍리                             |                                      |
| 어론리   | 於論里   | 어론리                             |                                      |
| 정자리   | 亭子里   | 정자리                             |                                      |

## 교육
- 어론초등학교
- 부평초등학교
- 신남중학교
- 신남고등학교